# Flexenweg
Der Flexenweg ist eine heute noch bestehende historische Wegverbindung zwischen den Orten Stuben am Arlberg (1410 m ü. A.) und Zürs (1717 m ü. A.) in Vorarlberg, Österreich.

## Geschichte

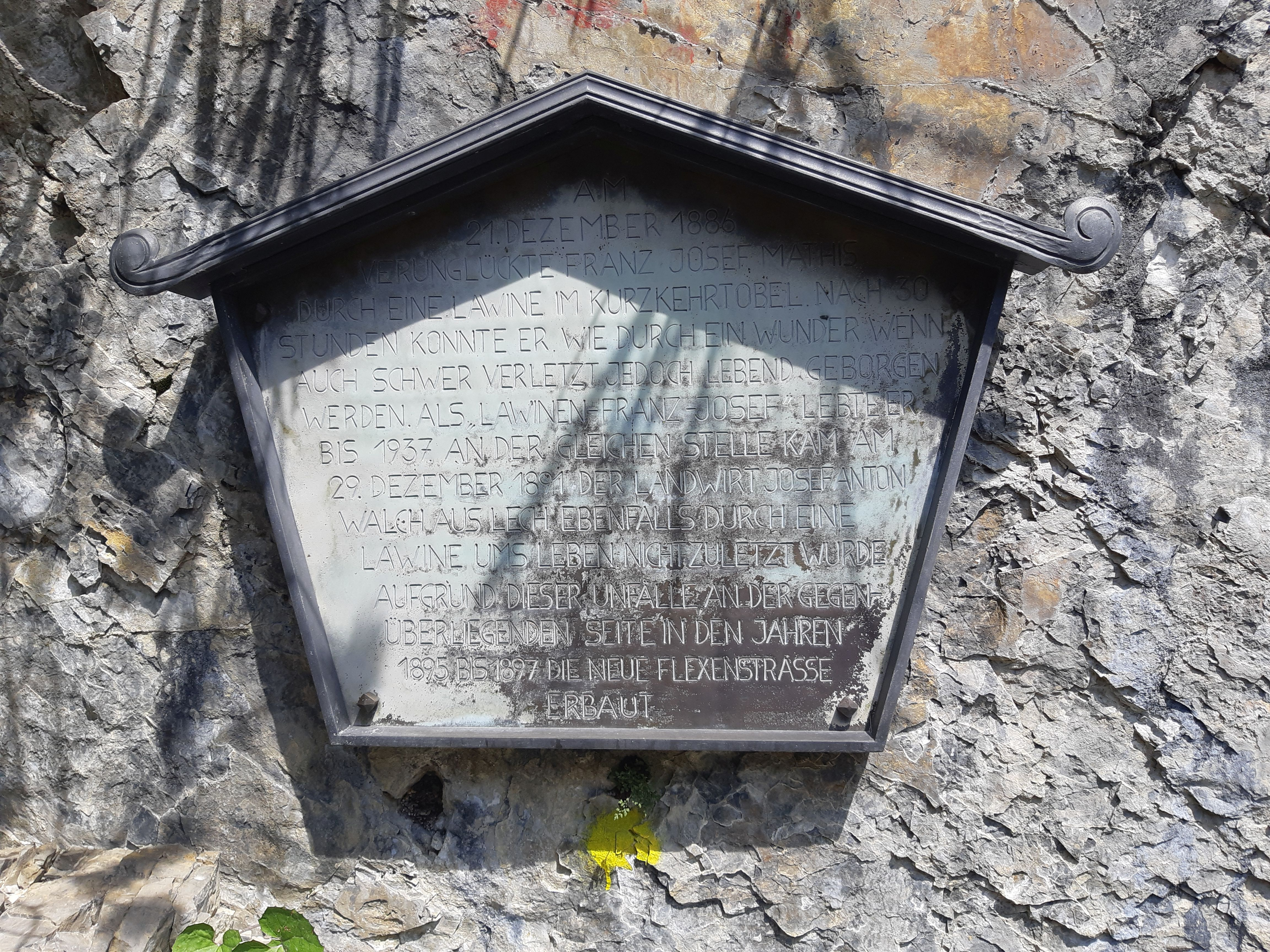
Erinnerungstafel zum Lawinenunglück von Franz Josef Mathis (21. Dezember 1886) und Josef Anton Walch (29. Dezember 1891)

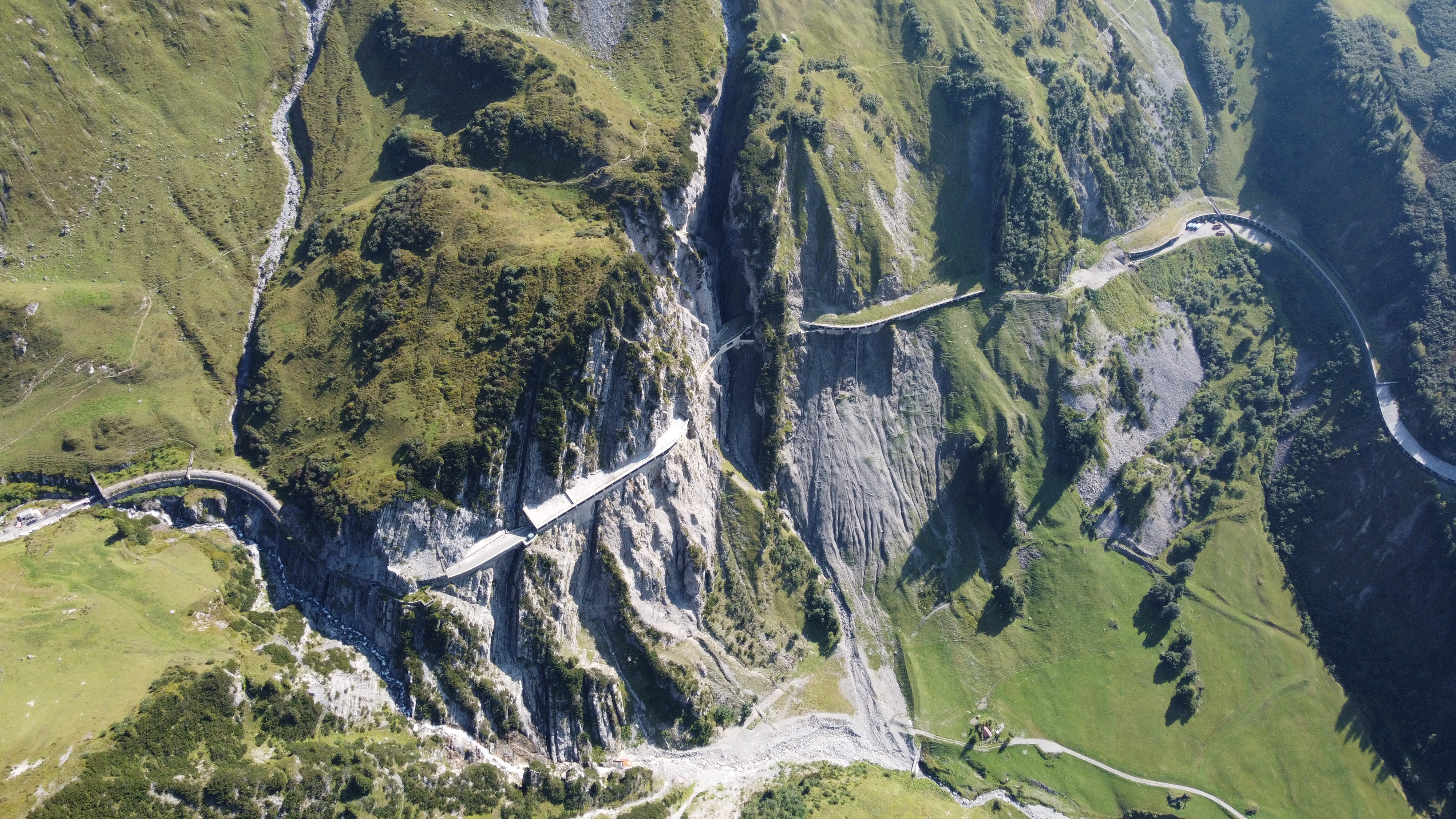
Die Flexengalerie, ein Teil der heutigen Flexenstraße (L 198). An der Bildunterseite kann ein Teil des gegenüberliegenden Flexenwegs gesehen werden

Aufgrund von historischen Funden wurde festgestellt, dass der Weg über den Flexenpass schon in der Bronzezeit begangen wurde (Fund einer bronzezeitlichen Axt). Hierzu wiederum ist eine Wegverbindung zum Flexenpass erforderlich. Wie diese genau geführt war, ist nicht bekannt. Im späten Mittelalter gewann sowohl der Arlbergpass als auch der Flexenpass an Bedeutung. Damals wurde ein Saumweg angelegt und im 15./16. Jahrhundert sogar als „Landstraße“ bezeichnet.
Der Flexenweg war viele Jahrhunderte der einzige Verkehrsweg von den Gemeinden Zürs-Lech und Warth-Hochkrumbach ins Klostertal/Walgau bzw. weiter an den Bodensee bzw. über die Arlbergstraße ins Tirol. Dementsprechend war der Weg, trotz seiner Steilheit, Ausgesetztheit und Gefährlichkeit (Steinschlag, Felsstürze, Lawinen), rege begangen.
Diese Fußgänger- und Säumerroute über den Flexenweg kam ohne Kunstbauten aus. Auch die Schwabenkinder vom Tannberg gingen über diesen Weg. In Stuben vereinigte sich dann dieser „Schwabenkinderweg“ mit dem vom Arlberg (Arlbergpass), über den die Schwabenkinder von Nord- und Südtirol kamen und weiter durch das Klostertal an den Bodensee und ins Allgäu gingen.
Durch den Ausbau der Arlbergstraße und Bau der Arlbergbahn kam es dann zu weiteren Frequenzsteigerungen auf dem Flexenweg und damit zu mehr Unfällen. Der Flexenweg hat ein Gefälle bzw. Steigung  von bis zu 25 % und war bzw. ist aufgrund der geologischen Gegebenheiten bereits bei geringer Schneelage Lawinen ausgesetzt. Zwischen 1860 und 1891 zählte man 11 Lawinentote und zahllose sonstige Unfälle. Am 21. Dezember 1886 verunglückte auf dem Flexenweg Franz Josef Mathis. Er wurde von einer Lawine in das Tobel des Stubenbachs mitgerissen und überlebte in der Lawine rund 30 Stunden. Dieses Ereignis des „Lawinen-Franz-Josef“ wurde literarische mehrfach aufgearbeitet und die Geschichte der Gefährlichkeit der Begehung des Flexenwegs und das Unglück viele Jahrzehnte in den Schulen in Vorarlberg gemeinsam gelesen. Josef Anton Walch verunglückte an derselben Stelle am 29. Dezember 1891. Dieses Lawinenunglück von Josef Anton Walch 1891 war dann auch ein weiterer Anstoß, einen lawinensicheren Zugang nach Zürs und Lech zu fordern anstelle des gefährlichen Flexenwegs. Die neue – heute noch bestehende – Flexenstraße mit den beeindruckenden Galerien und Tunnels (Flexengalerie) wurde 1885 begonnen und 1897 fertiggestellt. Erst dadurch wurde es möglich, einen regelmäßigen und relativ sicheren Personenverkehr und einen öffentlichen Personennahverkehr nach Lech einzurichten.
Trotz der vielfältigen Sicherungsmaßnahmen ist auch die heutige Flexenstraße auf der linken Hangseite immer noch nicht sicher genug und es wird seit Jahren die sogenannte „Variante Erzbergtunnel“ (L 198 neu) von der Galerie / Passürtunnel (L 197) vor dem Ort Stuben zum Flexenpass geplant (die dafür notwendige Abzweigung ist bereits im Tunnel, kurz vor dem Portal Stuben, zu sehen). Dabei soll, wieder in Richtung und Verlauf der Trasse  des Flexenweges, eine unterirdische Variante unter dem Erzberg hindurch gebaut werden, die eine sichere Winterzufahrt nach Zürs und Lech jedenfalls gewährleisten würde.
Auch nach der Inbetriebnahme der Flexenstraße blieb der Flexenweg als Notweg für Fußgänger weiterhin viele Jahrzehnte bestehen.

## Wegführung
Der ausgesetzte Flexenweg, der, solange er mit Saumtieren verwendet wurde ein breiter Saumpfad war,  führte von Stuben nach Norden auf der westlichen Seite des Stubenbachs (Stubiger Bach), unter dem Roten Turm (2147 m) und dem schwarzen Turm (2297 m) vorbei mit zwölf Spitzkehren, teilweise sehr steil, nach Norden. Er mündet vor dem Flexenpass auf eine Ebene, bei der sich das Hochtal von Zürs öffnet. Die westseitigen Felswände aus Arlbergkalk und zum geringeren Teil auch aus Raibler Schichten liefern bis heute ständig Felssturz- und Steinschlagmaterial.
Der obere Beginn des Flexenwegs beim Flexenpass befindet sich bei der Landesstraße L 198 auf etwa 1750 m ü. A.  Der untere Beginn des Flexenweges in Stuben am Arlberg beginnt bei der Brücke über den Stubenbach (beim ehemaligen Schwimmbad) auf etwa 1434 m ü. A.  Die Gesamtlänge des Weges beträgt etwa 1900 Meter (etwa 1350 Meter Luftlinie). Im unteren Bereich verläuft der Weg relativ flach (auf 800 Meter Weglänge nur rund 100 Höhenmeter, durchschnittliche Steigung: 12,5 % bzw. 7,13°). Der mittlere Bereich mit den Serpentinen ist sehr steil (auf 230 Meter Luftlinie, 137 Höhenmeter, durchschnittlich Steigung rund 60 % bzw. 31°). Der obere Wegbereich, bei dem sich die meisten Lawinenabgänge ereignen, verläuft wieder relativ flach (430 Meter Luftlinie, 80 Höhenmeter, durchschnittliche Steigung: 18 % bzw. 10°).

## Heutiger Wanderweg
Der heutige relativ schmale Wanderweg folgt weitgehend der historischen Wegverbindung. Die Wanderung von Stuben zum Flexenpass dauert bei mittlerer Kondition rund 1 ¼ Stunden bzw. nach Zürs 1 ½ Stunden.